# Mem
Za ostala značenja ove natuknice vidi mem (razdvojba).
Mem (engl. meme /ˈmiːm/) označuje ideju, ponašanje ili stil koji se širi od osobe do osobe unutar neke kulture. Memi djeluju kao jedinica prijenosa kulturnih ideja, simbola ili praksa koji se mogu prenositi od jednog do drugog uma pisanjem, govorom, gestama, ritualima ili drugim imitabilnim fenomenima. Pobornici koncepta odnose se prema memima kao kulturnim analogonima genā po tome što se oni samorepliciraju, mutiraju i odgovaraju na selekcijske pritiske.
Riječ mem modelirana je analogno riječi gen i dolazi od riječi starogrčke riječi μίμημα [míːmɛːma] mīmēma, "imitirana, oponašana stvar", od μιμεῖσθαι mimeisthai, "imitirati, oponašati", od μῖμος mimos "mimika"), a skovao ju je britanski evolucijski biolog Richard Dawkins u Sebičnom genu (1976.) kao koncept za raspravu o evolucijskim principima u objašnjavanju širenja ideja i kulturnih fenomena. Primjeri mema dani u knjizi uključuju melodije, fraze, modu i tehnologiju gradnje lukova. Prevevši Dawkinsonovu knjigu, Petar Kružić uveo je pojam u hrvatski jezik.
Polje istraživanja nazvano memetika nastalo je 1990-ih radi istraživanja koncepata i prijenosa memā u pojmovima evolucijskog modela.
U kolokvijalnom smislu značenje riječi mem fokusiralo se na uglavnom vizualne forme na internetu.